# 카를 광장

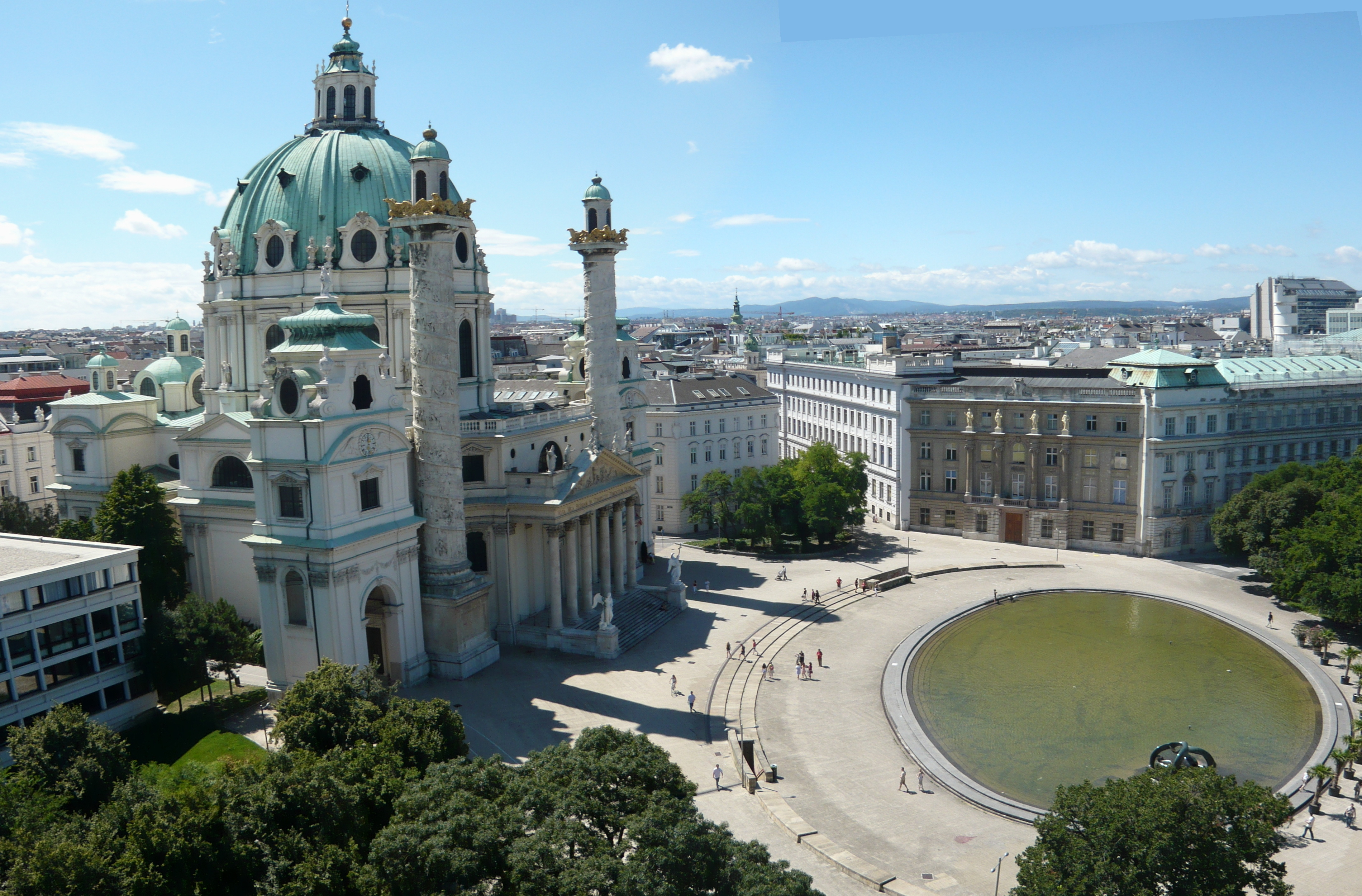
카를 광장

카를 광장(독일어: Karlsplatz 카를스플라츠[*])은 오스트리아 빈에 위치한 광장이다. 인네레슈타트(Innere Stadt, 1구)와 비덴(Wieden, 4구) 간의 경계 지점에 위치하며 빈의 교통의 중심지 역할을 한다.